# Кінг (Північна Кароліна)
Кінг (англ. King) — місто (англ. city) в США, в округах Стокс і Форсайт штату Північна Кароліна. Населення — 7197 осіб (2020).

## Географія
Кінг розташований за координатами 36°16′29″ пн. ш. 80°21′24″ зх. д. / 36.27472° пн. ш. 80.35667° зх. д. (36.274860, -80.356780).  За даними Бюро перепису населення США в 2010 році місто мало площу 15,26 км², з яких 15,12 км² — суходіл та 0,14 км² — водойми.

## Демографія
Згідно з переписом 2010 року, у місті мешкали 6904 особи в 2856 домогосподарствах у складі 1852 родин. Густота населення становила 452 особи/км².  Було 3073 помешкання (201/км²).
Расовий склад населення:
| - 95,1 % — білих - 1,9 % — чорних або афроамериканців - 0,8 % — азіатів - 0,3 % — корінних американців - 1,0 % — осіб інших рас |

До двох чи більше рас належало 1,0 %. Частка іспаномовних становила 2,9 % від усіх жителів.
За віковим діапазоном населення розподілялося таким чином: 22,4 % — особи молодші 18 років, 57,6 % — особи у віці 18—64 років, 20,0 % — особи у віці 65 років та старші. Медіана віку мешканця становила 43,4 року. На 100 осіб жіночої статі у місті припадало 84,3 чоловіків;  на 100 жінок у віці від 18 років та старших — 80,0 чоловіків також старших 18 років.
Середній дохід на одне домашнє господарство  становив 59 191 долар США (медіана — 52 093), а середній дохід на одну сім'ю — 72 627 доларів (медіана — 70 187). Медіана доходів становила 41 685 доларів для чоловіків та 40 993 долари для жінок. За межею бідності перебувало 9,1 % осіб, у тому числі 19,3 % дітей у віці до 18 років та 6,8 % осіб у віці 65 років та старших.
Цивільне працевлаштоване населення становило 2911 осіб. Основні галузі зайнятості: освіта, охорона здоров'я та соціальна допомога — 31,1 %, виробництво — 16,0 %, роздрібна торгівля — 12,4 %.